# Heike Niggemeyer
Heike Niggemeyer, geb. Hanewinkel, (* 6. Juni 1961 in Hamburg) ist eine deutsche Ärztin und Politikerin (SPD).

## Karriere
Bei der Bundestagswahl 1990 trat Niggemeyer auf der Landesliste Nordrhein-Westfalen der SPD an, verfehlte den Einzug jedoch knapp. Nach dem Tod von Willy Brandt rückte sie am 22. Oktober 1992 in den Deutschen Bundestag nach, legte jedoch bereits am 29. Oktober 1992 das Mandat aus beruflichen Gründen wieder nieder. Für sie rückte Karl-Heinz Klejdzinski nach.